# Deense kroon

Koers DKK - EUR

De Deense kroon (Deens: Dansk krone, Faeröers: Donsk króna, Groenlands: Danskinut koruuni) is de munteenheid die in Denemarken en het Deense gebiedsdeel Groenland wordt gebruikt. Hoewel de Faeröer ook een gebiedsdeel van Denemarken zijn, hebben deze een afzonderlijke munteenheid genaamd de Faeröerse kroon (zelfde munten als de Deense maar aparte bankbiljetten), die overigens 1:1 gekoppeld is aan de Deense kroon. Een kroon is verdeeld in 100 øre. De ISO 4217-code is DKK.
Op het moment zijn er munten van 50 øre en 1, 2, 5, 10 en 20 kronen in omloop. De munt van 25 øre is op 1 oktober 2008 afgeschaft. Voor speciale gelegenheden worden soms munten met de grotere waarden van 50, 100, 200 of 1000 kronen uitgegeven. De munten werden tot 2017 geslagen door Den Kongelige Mønt, sindsdien door de Finse munt Suomen Rahapaja en sinds 2025 voor 4 jaar bij de Spaanse Fábrica Nacional de Moneda y Timbre. Naast deze munten zijn er bankbiljetten van 50, 100, 200, 500 en 1000 kronen.
De oudste officiële munt van Denemarken werd in 995 uitgegeven en staat bekend als Svend Tveskæg. Svend Tveskæg, Sven Gaffelbaard,  was de eerste heerser van Denemarken die zijn naam op de munt liet slaan. Van de munt zijn er zo'n 20.000 geslagen. Het wordt als de eerste Deense munt gezien, omdat er de naam van de koning en het land op staat. Dit neemt niet weg dat er munten van oudere datum in Denemarken zijn gevonden.
In 1818 werd de Danmarks Nationalbank opgericht. Deze bank kreeg een monopolie op de uitgifte van bankbiljetten. Het recht om munten te slaan bleef bij de regering tot 1975. In dat jaar ging dit recht ook over naar de Deense centrale bank.
In 1871 ging Duitsland over van een zilveren standaard naar de gouden standaard. Engeland had al langer de gouden standaard. Dit waren de twee belangrijkste handelspartners van Denemarken en mede hierom besloot het land ook over te stappen op de gouden standaard. In 1931 besloot de Deense centrale bank geen kronen meer om te wisselen in goud.
De kroon is in 1873 als wettig betaalmiddel van Denemarken geïntroduceerd. De kroon verving de rigsdaler waarbij één rigsdaler werd omgewisseld in twee Deense kronen. Deze actie was een resultaat van de Scandinavische Monetaire Unie, die tot de Eerste Wereldoorlog bestond. De aanvankelijke partijen aan de monetaire unie waren de Scandinavische landen Zweden en Denemarken; Noorwegen trad twee jaar later toe.
Direct na de Tweede Wereldoorlog deed Denemarken mee met de afspraken van Bretton Woods. De waarde van de kroon werd gekoppeld aan die van de Amerikaanse dollar. Dit systeem van vaste wisselkoersen bleef tot de begin jaren 70 van kracht. Hier kwam het Europees Wisselkoersmechanisme voor in de plaats waar Denemarken zich aan committeerde.
Alhoewel Denemarken onderdeel uitmaakt van de Europese Unie (EU), heeft de Deense bevolking via een referendum, gehouden op 28 september 2000, bepaald dat de munteenheid niet door de euro vervangen wordt. Hiermee is de Deense kroon samen met de Zweedse kroon, de Hongaarse forint en de Poolse Zloty een uitzondering binnen de EU. Vooral in toeristische gebieden staan winkeliers en horecagelegenheden toe dat met de euro wordt betaald.
Vóór de komst van de euro was de kroon verbonden met de Duitse mark. De kroon is nauw verbonden aan de euro via ERM II, het wisselkoersmechanisme van de Europese Unie. Sindsdien beweegt de wisselkoers zeer weinig, gemiddeld is 1 euro gelijk aan 7,45 Deense kroon, plus of min twee øre.

## Bankbiljetten
| Waarde (S/.) | Afmetingen (in mm) | Kleur | Voorzijde                | Achterzijde                    | Watermerk                  | Datum van uitgifte |
| ------------ | ------------------ | ----- | ------------------------ | ------------------------------ | -------------------------- | ------------------ |
| 50 kr.       | 125 × 72           |       | Sallingsundbrug          | Skarpsalling-vaas              | Waarde en Skuldelevschepen | 11 augustus 2009   |
| 100 kr.      | 135 × 72           |       | Oude Kleine Beltbrug     | Hindsgavl-dolk                 | Waarde en Skuldelevschepen | 4 mei 2010         |
| 200 kr.      | 145 × 72           |       | Knippelbrug              | Langstrup-gesp                 | Waarde en Skuldelevschepen | 19 oktober 2010    |
| 500 kr.      | 155 × 72           |       | Koningin Alexandrinebrug | Keldby-emmer                   | Waarde en Skuldelevschepen | 15 februari 2011   |
| 1000 kr.     | 165 × 72           |       | Grote Beltbrug           | Zonnestrijdwagen van Trundholm | Waarde en Skuldelevschepen | 24 mei 2011        |